# Alberto Laviosa
Alberto Laviosa (San Lazzaro Alberoni, 17 ottobre 1877 – Piacenza, 4 maggio 1959) è stato un ingegnere e dirigente d'azienda italiano, pioniere del settore del trasporto su strada e su ferro. Nato a San Lazzaro Alberoni presso Piacenza, Alberto Laviosa dedicò la vita alla sua passione, quella per i motori e i mezzi di trasporto, ed è ricordato dai suoi concittadini quale "pioniere del progresso e alfiere della motorizzazione".

## Gli esordi
Terminati gli studi, all'età di 26 anni, il giovane Alberto trovò impiego a Torino alla Itala e alla SCAT, le due pionieristiche fabbriche di automobili. Ben presto, tuttavia, decise di mettere a frutto il suo innato talento imprenditoriale aprendo una propria attività a Piacenza ove, nel 1904, inaugurò la prima officina di riparazione per veicoli a motore.

## Le prime attività nel trasporto pubblico
Dotato dei capitali e delle conoscenze tecniche necessarie, nel 1908 Laviosa decise di intraprendere una nuova attività, ottenendo dalla provincia di Piacenza la concessione per gestire la prima autolinea sul percorso Lugagnano-Bardi di 38 km. Il servizio venne svolto con i primordiali autobus Fiat 15 Ter e Itala. Con l'ampliamento della concessione ad altri autoservizi nella medesima area, nacque la società Autotrasporti Alberto Laviosa Piacenza che gestì fra l'altro, a partire dal 1910, la lunga autolinea extraurbana Genova-Piacenza.

## La guerra e il rilancio
Per sfruttare le sue capacità, durante la prima guerra mondiale il Regio Esercito assegnò Alberto Laviosa al servizio nel Corpo Automobilistico, impiego che lo tenne lontano dai pericoli del fronte.
Ad ostilità terminate, anche per non perdere la concessione, l'azienda piacentina fu impegnata nella ricostruzione di veicoli danneggiati; Laviosa approfittò a tale scopo del decreto ministeriale varato nel luglio 1919 che consentiva ai concessionari di autolinee la possibilità di acquisire autocarri militari, adattando un congruo numero di camion Fiat 18 BL e Fiat 15 Ter, che furono dunque convertiti al trasporto di persone.
Parallelamente ai traffici passeggeri e postali, ormai ripresi ed attestatisi a livelli superiori rispetto al periodo prebellico, stavano crescendo le competenze e le attività della sua azienda.

## Costruttore e precursore
Resosi conto della necessità di capitali per finanziare il crescente volume di affari, nel gennaio del 1920 Laviosa fondò una società anonima, le Autovie Alta Italia, che ereditò dalla precedente gestione 22 autobus e un garage a Crema di 400 m². La nuova azienda, in cui Laviosa assunse la carica di consigliere delegato, perseguiva quale oggetto sociale "il trasporto di persone e di merci con mezzi meccanici: l'esercizio di linee automobilistiche interprovinciali, il servizio postale nei percorsi di dette linee, la riparazione e costruzione di macchine e carrozzerie per autotrasporti e la manutenzione stradale lungo i percorsi", attività coerenti con le mire di espansione dichiarate.
La nuova azienda acquistò a San Lazzaro Alberoni un terreno nel quale l'anno seguente venne inaugurato il nuovo garage-officina sociale, che pose le basi per ampliare l'attività da quella di esercente e riparatore alla vera e propria costruzione di veicoli. Il primo prodotto realizzato dalla nuova realtà fu un rimorchio, progettato personalmente da Laviosa, che a scopo dimostrativo fu impegnato per aumentare la capacità di trasporto nelle linee della Val Trebbia.
La personale passione del fondatore Alberto Laviosa per la motorizzazione termica e il desiderio di consentire la diffusione della stessa anche nel settore ferrotranviario portò allo sviluppo di numerosi prototipi di veicolo che rappresentarono di fatto alcune fra le prime realizzazioni di automotrici termiche: acquisito l'esercizio della tranvia Salsomaggiore Terme-Borgo San Donnino, fra il 1923 ed il 1925 sulla stessa furono immessi in esercizio 3 rotabili. Le automotrici T1-T2 erano veicoli a 2 assi, dal peso assiale estremamente ridotto, dotate di motorizzazione a benzina e soluzioni tecniche analoghe a quelle dei coevi progetti di altri costruttori. La T3 era invece un vero e proprio autotreno, un originale veicolo articolato a 2 casse poggianti su 3 carrelli, di cui quello intermedio motorizzato, che fu brevettato dallo stesso Laviosa. Ulteriori esemplari di automotrici termiche furono prodotti per alcune ferrovie e tranvie locali italiane, ma non diedero origine ad una produzione di massa.
Nel 1922 Alberto Laviosa presentò al consiglio di amministrazione delle "Autovie" la proposta di curare la progettazione, la produzione e la gestione del nuovo sistema di trasporto da lui inventato e battezzato con il nome di "guidovia". Così si esprime il verbale del consiglio direttivo del novembre di tale anno: "L'Amministratore delegato (...) crede che sarebbe opportuno procedere ad un esperimento il quale dovrebbe consistere nell'attuare 150 metri di guidovie nell'interno del cortile dove si trova l'officina della Società e nel fondo vicino di proprietà Laviosa.". L'innovazione consisteva in un impianto ibrido fra una tramvia extraurbana o una ferrovia locale e una linea automobilistica, grazie all'impiego di veicoli appositamente realizzati dotati di motore a combustione interna e di ruote che oltre a possedere un normale bordino ferroviario erano rivestite in gomma piena al fine di utilizzare quale piano di rotolamento una pista di calcestruzzo appositamente predisposta a lato delle rotaie, conferendo a queste ultime il solo ruolo di guida, analogamente a quanto avviene sulle attuali metropolitane su pneumatici di cui tali veicoli rappresentano di fatto un precursore. Tali veicoli videro l'unica applicazione pratica nella autoguidovia della Madonna della Guardia.
Gli anni seguenti videro il consolidarsi dell'attività dell'azienda, che proprio in funzione della possibilità di sviluppare nuovi affari dalla commercializzazione della invenzione di Alberto Laviosa assunse il nome di Auto Guidovie Italiane (AGI). L'azienda risulta ancora attiva nel trasporto passeggeri di linea, a più di 50 anni dalla morte del fondatore, avvenuta il 4 maggio 1959.